# Francesco Gaetano Caltagirone
Francesco Gaetano Caltagirone, anche noto come Franco (Roma, 2 marzo 1943), è un imprenditore italiano, costruttore edile ed editore. Nel 2025, con 8,2 miliardi di dollari, risulta essere il settimo uomo più ricco d'Italia secondo la rivista Forbes.

## Biografia
Membro di una articolata e numerosa famiglia originaria di Palermo e composta quasi del tutto da costruttori, figlio di Francesco che nel 1946 si trasferì a Buenos Aires con la moglie Giuseppina Cacciatore e i piccolissimi Francesco Gaetano (4 anni), Edoardo (tre) e Leonardo (uno). A Buenos Aires Francesco morì e la famiglia ritornò a Roma. Durante gli studi alla facoltà di ingegneria a Roma, Francesco Gaetano riprese - con il capitale ereditato insieme ai fratelli Edoardo e Leonardo - l'attività di famiglia interrotta negli anni quaranta, mettendosi in società con il cugino Gaetano, architetto già avviato all'attività di costruttore.
Da quel momento il Gruppo di cui è inizialmente solo socio realizza circa 200 complessi immobiliari di quasi 800 edifici la cui consistenza è vicina ai 3,3 milioni di metri quadrati per un valore di 15 miliardi di euro. Negli anni settanta variano gli equilibri azionari con il cugino Gaetano, e diviene socio di maggioranza - alla pari con il fratello Edoardo.
Nel 1984 rileva l'allora Vianini S.p.A. - ora Caltagirone S.p.A. - che opera, a livello mondiale, nel settore delle grandi infrastrutture, di cui assume la presidenza. Dopo una completa ristrutturazione industriale, procede alla quotazione delle due partecipate Vianini Lavori S.p.A. e Vianini Industria S.p.A. Nel 1992 acquisisce dall'IRI, attraverso un'asta pubblica, la Cementir S.p.A., quarta società italiana nel comparto del cemento, che nel giro di pochi anni, sotto la guida del figlio Francesco Caltagirone jr, diviene una multinazionale con importanti presenze in Scandinavia, Turchia ed Estremo Oriente ed un fatturato prodotto per l'80% all'estero.

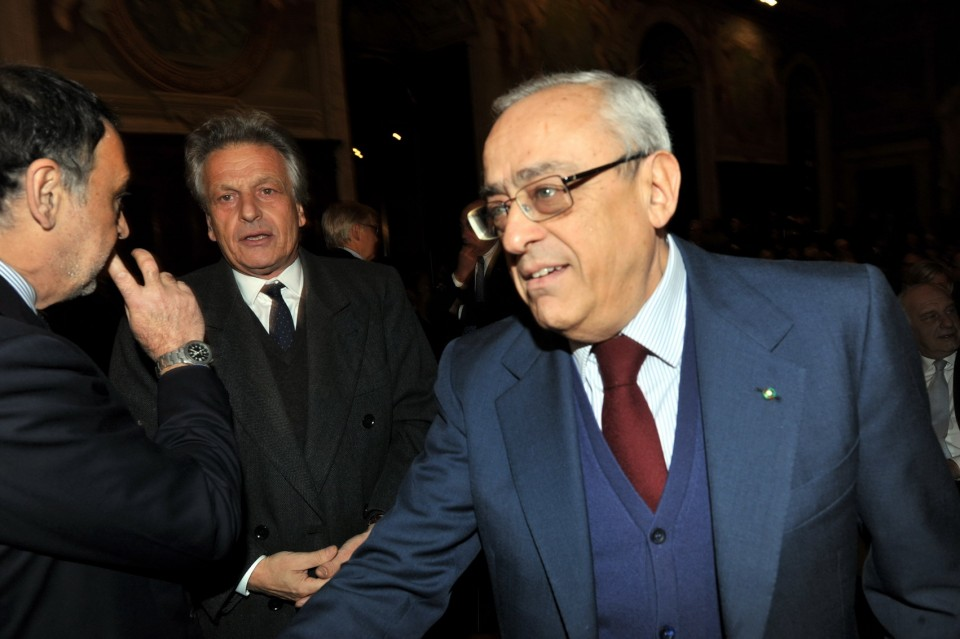
Caltagirone alla festa di restyling de Il Messaggero.

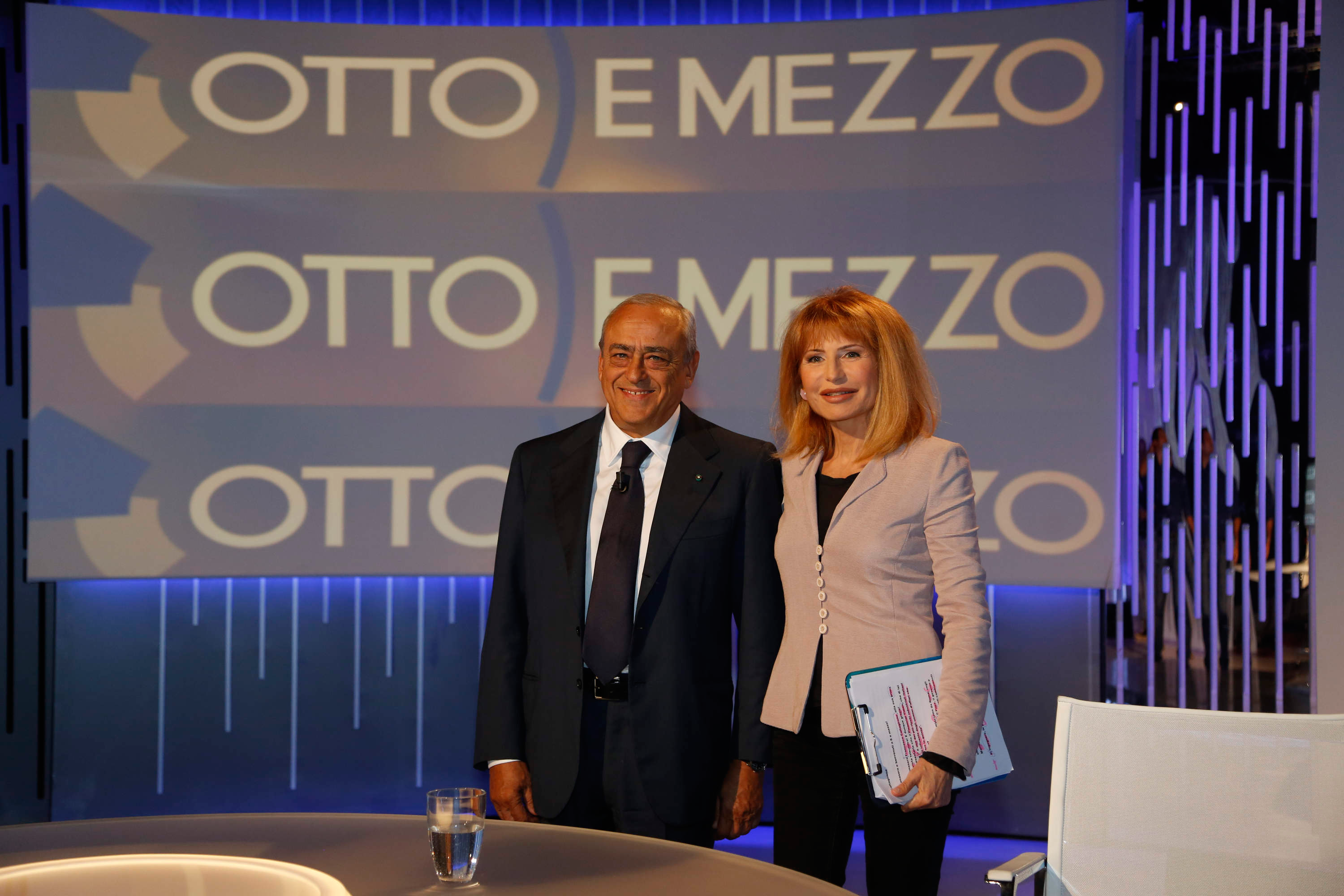
Caltagirone nel 2013 al programma Otto e mezzo condotto da Lilli Gruber.

A metà degli anni novanta assume il pieno controllo del Gruppo Caltagirone unendo le proprie quote con quelle del cugino Gaetano nella società "Finanziaria Italia", di cui detiene circa il 70%, e che controlla circa il 51% della capogruppo Caltagirone S.p.A. Nel 1996 acquisisce, dal Gruppo Montedison, il quotidiano Il Messaggero di Roma, e l'anno successivo, da privati, Il Mattino di Napoli. Nel 2004 acquista il Corriere Adriatico di Ancona. Dal 2000 tutte le attività editoriali e dei new media sono state raggruppate nella Caltagirone Editore, quinto gruppo editoriale del paese. Nel 2006 acquisisce la quota di maggioranza del quotidiano di Venezia Il Gazzettino (quota del 54,59%, per un valore di 120 milioni di euro).
Caltagirone è inoltre membro della Giunta di Confindustria e del Comitato di Presidenza della Federazione italiana editori giornali (in acronimo FIEG) ed è stato Consigliere dell'Auditorium Parco della Musica di Roma fino al 2015.
Nel 2006 è nominato Cavaliere del Lavoro. Nello stesso anno diviene vicepresidente della Banca Monte dei Paschi di Siena di cui è, fino ad inizio 2012 quando liquida completamente la sua partecipazione, il secondo azionista privato nonché il primo persona fisica. 
Nel 2007 è nominato consigliere di Assicurazioni Generali di cui assume la carica di Vice Presidente nell'aprile del 2010. Arrivato a detenere l’8% delle quote nel 2021, risultando il secondo azionista dietro a Mediobanca di cui lui stesso detiene il 3%, e il 16% grazie a un patto con Leonardo Del Vecchio e Fondazione CRT, nel gennaio del 2022 si dimette e lascia il consiglio di amministrazione con cui è entrato in polemica criticandone le modalità di lavoro.
Fino al 2007 era sposato con Luisa Farinon (sorella della ex conduttrice TV Gabriella) e ha 3 figli: Francesco Jr., Alessandro e Azzurra, ex moglie di Pier Ferdinando Casini.

## Procedimenti giudiziari
Il 31 ottobre 2011 Caltagirone viene condannato dalla prima sezione del Tribunale di Milano a 3 anni e 6 mesi di reclusione per insider trading, ostacolo alle funzioni di vigilanza nel processo sulla tentata scalata di Unipol alla Banca Nazionale del Lavoro nel 2005,
nell'inchiesta che lo vede imputato insieme all'ex Governatore della Banca d'Italia Antonio Fazio e a Giovanni Consorte, condannati alla stessa pena.
Il 31 maggio 2012 la Corte d'appello di Milano ha annullato la condanna in primo grado e lo ha assolto.
Il 7 dicembre 2012, la Cassazione ha annullato per vizi di motivazione la sentenza di assoluzione.
Il 6 dicembre 2013 è stato assolto dalla terza sezione penale della Corte d'appello di Milano, insieme all'ex governatore della Banca d'Italia Antonio Fazio e alle altre persone coinvolte nel tentativo di scalata alla Bnl di Unipol del 2005, in quanto il fatto non sussiste.
Il 6 maggio 2015 la Cassazione ha confermato l'assoluzione rendendo definitiva la sentenza di proscioglimento emessa dalla Corte d'appello di Milano.

## Genealogia
La frequenza dei nomi Francesco, Gaetano e Ignazio in questa famiglia di costruttori e imprenditori ha creato occasionalmente confusione tra la stampa.
Il capostipite si può individuare in Ignazio Caltagirone (nato nel 1820 circa), costruttore a Palermo. Tra i discendenti di Gaetano Caltagirone (nato nel 1860 circa), figlio di Ignazio, si ritrovano gli esponenti più frequentemente trattati dagli articoli di cronaca.

### Albero genealogico
|                                              |                                              |                                              |                                              |                                              |                                              |  |  |                                                                       |                                                                       |                                                                       |                                                                       |                                                                       |                                                                       |  |  |                                                                             |                                                                             |                                                                             |                                                                             |                                                                             |                                                                             |  |  |                                   |                                   |                                   |                                   | Gaetano Caltagirone nato nel 1860 |                                   |  |  |                                   |                                   |                                   |                                   |                                   |                                   |  |  |                                     |                                     |                                     |                                     |                                     |                                     |  |  |                                                                             |                                                                             |                                                                             |                                                                             |                                                                             |                                                                             |  |  | | | | | | |  |  |  |  |  |  |  |  |  |  |  |  |  |  |  |  |  |  |  |  |  |  |  |  |  |  |  |  |  |  |  |  |  |  |  |  |  |  |
|                                              |                                              |                                              |                                              |                                              |                                              |  |  |                                                                       |                                                                       |                                                                       |                                                                       |                                                                       |                                                                       |  |  |                                                                             |                                                                             |                                                                             |                                                                             |                                                                             |                                                                             |  |  |                                   |                                   |                                   |                                   |                                   |                                   |  |  |                                   |                                   |                                   |                                   |                                   |                                   |  |  |                                     |                                     |                                     |                                     |                                     |                                     |  |  |                                                                             |                                                                             |                                                                             |                                                                             |                                                                             |                                                                             |  |  | | | | | | |  |  |  |  |  |  |  |  |  |  |  |  |  |  |  |  |  |  |  |  |  |  |  |  |  |  |  |  |  |  |  |  |  |  |  |  |  |  |
|                                              |                                              |                                              |                                              |                                              |                                              |  |  |                                                                       |                                                                       |                                                                       |                                                                       |                                                                       |                                                                       |  |  |                                                                             |                                                                             |                                                                             |                                                                             |                                                                             |                                                                             |  |  |                                   |                                   |                                   |                                   |                                   |                                   |  |  |                                   |                                   |                                   |                                   |                                   |                                   |  |  |                                     |                                     |                                     |                                     |                                     |                                     |  |  |                                                                             |                                                                             |                                                                             |                                                                             |                                                                             |                                                                             |  |  | | | | | | |  |  |  |  |  |  |  |  |  |  |  |  |  |  |  |  |  |  |  |  |  |  |  |  |  |  |  |  |  |  |  |  |  |  |  |  |  |  |
|                                              |                                              |                                              |                                              |                                              |                                              |  |  | Ignazio Caltagirone nato nel 1894, si sposa con Giuseppina Bellavista | Ignazio Caltagirone nato nel 1894, si sposa con Giuseppina Bellavista | Ignazio Caltagirone nato nel 1894, si sposa con Giuseppina Bellavista | Ignazio Caltagirone nato nel 1894, si sposa con Giuseppina Bellavista | Ignazio Caltagirone nato nel 1894, si sposa con Giuseppina Bellavista | Ignazio Caltagirone nato nel 1894, si sposa con Giuseppina Bellavista |  |  | Vincenzo Caltagirone nato nel 1906                                          | Vincenzo Caltagirone nato nel 1906                                          | Vincenzo Caltagirone nato nel 1906                                          | Vincenzo Caltagirone nato nel 1906                                          | Vincenzo Caltagirone nato nel 1906                                          | Vincenzo Caltagirone nato nel 1906                                          |  |  | Yolanda Caltagirone nato nel 1911 | Yolanda Caltagirone nato nel 1911 | Yolanda Caltagirone nato nel 1911 | Yolanda Caltagirone nato nel 1911 | Yolanda Caltagirone nato nel 1911 | Yolanda Caltagirone nato nel 1911 |  |  | Camillo Caltagirone nato nel 1913 | Camillo Caltagirone nato nel 1913 | Camillo Caltagirone nato nel 1913 | Camillo Caltagirone nato nel 1913 | Camillo Caltagirone nato nel 1913 | Camillo Caltagirone nato nel 1913 |  |  | Francesco Caltagirone nato nel 1916 | Francesco Caltagirone nato nel 1916 | Francesco Caltagirone nato nel 1916 | Francesco Caltagirone nato nel 1916 | Francesco Caltagirone nato nel 1916 | Francesco Caltagirone nato nel 1916 |  |  | Saverio Caltagirone nato nel 1917                                           | Saverio Caltagirone nato nel 1917                                           | Saverio Caltagirone nato nel 1917                                           | Saverio Caltagirone nato nel 1917                                           | Saverio Caltagirone nato nel 1917                                           | Saverio Caltagirone nato nel 1917                                           |  |  | | | | | | |  |  |  |  |  |  |  |  |  |  |  |  |  |  |  |  |  |  |  |  |  |  |  |  |  |  |  |  |  |  |  |  |  |  |  |  |  |  |
|                                              |                                              |                                              |                                              |                                              |                                              |  |  | Ignazio Caltagirone nato nel 1894, si sposa con Giuseppina Bellavista | Ignazio Caltagirone nato nel 1894, si sposa con Giuseppina Bellavista | Ignazio Caltagirone nato nel 1894, si sposa con Giuseppina Bellavista | Ignazio Caltagirone nato nel 1894, si sposa con Giuseppina Bellavista | Ignazio Caltagirone nato nel 1894, si sposa con Giuseppina Bellavista | Ignazio Caltagirone nato nel 1894, si sposa con Giuseppina Bellavista |  |  | Vincenzo Caltagirone nato nel 1906                                          | Vincenzo Caltagirone nato nel 1906                                          | Vincenzo Caltagirone nato nel 1906                                          | Vincenzo Caltagirone nato nel 1906                                          | Vincenzo Caltagirone nato nel 1906                                          | Vincenzo Caltagirone nato nel 1906                                          |  |  | Yolanda Caltagirone nato nel 1911 | Yolanda Caltagirone nato nel 1911 | Yolanda Caltagirone nato nel 1911 | Yolanda Caltagirone nato nel 1911 | Yolanda Caltagirone nato nel 1911 | Yolanda Caltagirone nato nel 1911 |  |  | Camillo Caltagirone nato nel 1913 | Camillo Caltagirone nato nel 1913 | Camillo Caltagirone nato nel 1913 | Camillo Caltagirone nato nel 1913 | Camillo Caltagirone nato nel 1913 | Camillo Caltagirone nato nel 1913 |  |  | Francesco Caltagirone nato nel 1916 | Francesco Caltagirone nato nel 1916 | Francesco Caltagirone nato nel 1916 | Francesco Caltagirone nato nel 1916 | Francesco Caltagirone nato nel 1916 | Francesco Caltagirone nato nel 1916 |  |  | Saverio Caltagirone nato nel 1917                                           | Saverio Caltagirone nato nel 1917                                           | Saverio Caltagirone nato nel 1917                                           | Saverio Caltagirone nato nel 1917                                           | Saverio Caltagirone nato nel 1917                                           | Saverio Caltagirone nato nel 1917                                           |  |  | | | | | | |  |  |  |  |  |  |  |  |  |  |  |  |  |  |  |  |  |  |  |  |  |  |  |  |  |  |  |  |  |  |  |  |  |  |  |  |  |  |
|                                              |                                              |                                              |                                              |                                              |                                              |  |  |                                                                       |                                                                       |                                                                       |                                                                       |                                                                       |                                                                       |  |  |                                                                             |                                                                             |                                                                             |                                                                             |                                                                             |                                                                             |  |  |                                   |                                   |                                   |                                   |                                   |                                   |  |  |                                   |                                   |                                   |                                   |                                   |                                   |  |  |                                     |                                     |                                     |                                     |                                     |                                     |  |  |                                                                             |                                                                             |                                                                             |                                                                             |                                                                             |                                                                             |  |  | | | | | | |  |  |  |  |  |  |  |  |  |  |  |  |  |  |  |  |  |  |  |  |  |  |  |  |  |  |  |  |  |  |  |  |  |  |  |  |  |  |
| Camillo Bellavista Caltagirone               | Camillo Bellavista Caltagirone               | Camillo Bellavista Caltagirone               | Camillo Bellavista Caltagirone               | Camillo Bellavista Caltagirone               | Camillo Bellavista Caltagirone               |  |  | Gaetano Caltagirone (1929 – 2010) Cavaliere                           | Gaetano Caltagirone (1929 – 2010) Cavaliere                           | Gaetano Caltagirone (1929 – 2010) Cavaliere                           | Gaetano Caltagirone (1929 – 2010) Cavaliere                           | Gaetano Caltagirone (1929 – 2010) Cavaliere                           | Gaetano Caltagirone (1929 – 2010) Cavaliere                           |  |  | Francesco Bellavista Caltagirone (1939 - ) - Patron del Gruppo Acqua Marcia | Francesco Bellavista Caltagirone (1939 - ) - Patron del Gruppo Acqua Marcia | Francesco Bellavista Caltagirone (1939 - ) - Patron del Gruppo Acqua Marcia | Francesco Bellavista Caltagirone (1939 - ) - Patron del Gruppo Acqua Marcia | Francesco Bellavista Caltagirone (1939 - ) - Patron del Gruppo Acqua Marcia | Francesco Bellavista Caltagirone (1939 - ) - Patron del Gruppo Acqua Marcia |  |  |                                   |                                   |                                   |                                   |                                   |                                   |  |  | Edoardo Caltagirone               | Edoardo Caltagirone               | Edoardo Caltagirone               | Edoardo Caltagirone               | Edoardo Caltagirone               | Edoardo Caltagirone               |  |  | Leonardo Caltagirone                | Leonardo Caltagirone                | Leonardo Caltagirone                | Leonardo Caltagirone                | Leonardo Caltagirone                | Leonardo Caltagirone                |  |  | Francesco Gaetano Caltagirone (1943 - ) - Presidente del Gruppo Caltagirone | Francesco Gaetano Caltagirone (1943 - ) - Presidente del Gruppo Caltagirone | Francesco Gaetano Caltagirone (1943 - ) - Presidente del Gruppo Caltagirone | Francesco Gaetano Caltagirone (1943 - ) - Presidente del Gruppo Caltagirone | Francesco Gaetano Caltagirone (1943 - ) - Presidente del Gruppo Caltagirone | Francesco Gaetano Caltagirone (1943 - ) - Presidente del Gruppo Caltagirone |  |  | | | | | | |  |  |  |  |  |  |  |  |  |  |  |  |  |  |  |  |  |  |  |  |  |  |  |  |  |  |  |  |  |  |  |  |  |  |  |  |  |  |
| Camillo Bellavista Caltagirone               | Camillo Bellavista Caltagirone               | Camillo Bellavista Caltagirone               | Camillo Bellavista Caltagirone               | Camillo Bellavista Caltagirone               | Camillo Bellavista Caltagirone               |  |  | Gaetano Caltagirone (1929 – 2010) Cavaliere                           | Gaetano Caltagirone (1929 – 2010) Cavaliere                           | Gaetano Caltagirone (1929 – 2010) Cavaliere                           | Gaetano Caltagirone (1929 – 2010) Cavaliere                           | Gaetano Caltagirone (1929 – 2010) Cavaliere                           | Gaetano Caltagirone (1929 – 2010) Cavaliere                           |  |  | Francesco Bellavista Caltagirone (1939 - ) - Patron del Gruppo Acqua Marcia | Francesco Bellavista Caltagirone (1939 - ) - Patron del Gruppo Acqua Marcia | Francesco Bellavista Caltagirone (1939 - ) - Patron del Gruppo Acqua Marcia | Francesco Bellavista Caltagirone (1939 - ) - Patron del Gruppo Acqua Marcia | Francesco Bellavista Caltagirone (1939 - ) - Patron del Gruppo Acqua Marcia | Francesco Bellavista Caltagirone (1939 - ) - Patron del Gruppo Acqua Marcia |  |  |                                   |                                   |                                   |                                   |                                   |                                   |  |  | Edoardo Caltagirone               | Edoardo Caltagirone               | Edoardo Caltagirone               | Edoardo Caltagirone               | Edoardo Caltagirone               | Edoardo Caltagirone               |  |  | Leonardo Caltagirone                | Leonardo Caltagirone                | Leonardo Caltagirone                | Leonardo Caltagirone                | Leonardo Caltagirone                | Leonardo Caltagirone                |  |  | Francesco Gaetano Caltagirone (1943 - ) - Presidente del Gruppo Caltagirone | Francesco Gaetano Caltagirone (1943 - ) - Presidente del Gruppo Caltagirone | Francesco Gaetano Caltagirone (1943 - ) - Presidente del Gruppo Caltagirone | Francesco Gaetano Caltagirone (1943 - ) - Presidente del Gruppo Caltagirone | Francesco Gaetano Caltagirone (1943 - ) - Presidente del Gruppo Caltagirone | Francesco Gaetano Caltagirone (1943 - ) - Presidente del Gruppo Caltagirone |  |  | | | | | | |  |  |  |  |  |  |  |  |  |  |  |  |  |  |  |  |  |  |  |  |  |  |  |  |  |  |  |  |  |  |  |  |  |  |  |  |  |  |
|                                              |                                              |                                              |                                              |                                              |                                              |  |  |                                                                       |                                                                       |                                                                       |                                                                       |                                                                       |                                                                       |  |  |                                                                             |                                                                             |                                                                             |                                                                             |                                                                             |                                                                             |  |  |                                   |                                   |                                   |                                   |                                   |                                   |  |  |                                   |                                   |                                   |                                   |                                   |                                   |  |  |                                     |                                     |                                     |                                     |                                     |                                     |  |  |                                                                             |                                                                             |                                                                             |                                                                             |                                                                             |                                                                             |  |  | | | | | | |  |  |  |  |  |  |  |  |  |  |  |  |  |  |  |  |  |  |  |  |  |  |  |  |  |  |  |  |  |  |  |  |  |  |  |  |  |  |
| Ignazio Bellavista Caltagirone nato nel 1974 | Ignazio Bellavista Caltagirone nato nel 1974 | Ignazio Bellavista Caltagirone nato nel 1974 | Ignazio Bellavista Caltagirone nato nel 1974 | Ignazio Bellavista Caltagirone nato nel 1974 | Ignazio Bellavista Caltagirone nato nel 1974 |  |  | Gaetano Bellavista Caltagirone nato nel 1978                          | Gaetano Bellavista Caltagirone nato nel 1978                          | Gaetano Bellavista Caltagirone nato nel 1978                          | Gaetano Bellavista Caltagirone nato nel 1978                          | Gaetano Bellavista Caltagirone nato nel 1978                          | Gaetano Bellavista Caltagirone nato nel 1978                          |  |  | Camillo Nino Bellavista Caltagirone nato nel 1990                           | Camillo Nino Bellavista Caltagirone nato nel 1990                           | Camillo Nino Bellavista Caltagirone nato nel 1990                           | Camillo Nino Bellavista Caltagirone nato nel 1990                           | Camillo Nino Bellavista Caltagirone nato nel 1990                           | Camillo Nino Bellavista Caltagirone nato nel 1990                           |  |  | Tancredi Bellavista Caltagirone   | Tancredi Bellavista Caltagirone   | Tancredi Bellavista Caltagirone   | Tancredi Bellavista Caltagirone   | Tancredi Bellavista Caltagirone   | Tancredi Bellavista Caltagirone   |  |  | Carlotta Bellavista Caltagirone   | Carlotta Bellavista Caltagirone   | Carlotta Bellavista Caltagirone   | Carlotta Bellavista Caltagirone   | Carlotta Bellavista Caltagirone   | Carlotta Bellavista Caltagirone   |  |  | Francesco Caltagirone               | Francesco Caltagirone               | Francesco Caltagirone               | Francesco Caltagirone               | Francesco Caltagirone               | Francesco Caltagirone               |  |  | Alessandro Caltagirone                                                      | Alessandro Caltagirone                                                      | Alessandro Caltagirone                                                      | Alessandro Caltagirone                                                      | Alessandro Caltagirone                                                      | Alessandro Caltagirone                                                      |  |  | Azzurra Caltagirone Vicepres. del Gruppo Caltagirone - in passato sposata con Pier Ferdinando Casini | Azzurra Caltagirone Vicepres. del Gruppo Caltagirone - in passato sposata con Pier Ferdinando Casini | Azzurra Caltagirone Vicepres. del Gruppo Caltagirone - in passato sposata con Pier Ferdinando Casini | Azzurra Caltagirone Vicepres. del Gruppo Caltagirone - in passato sposata con Pier Ferdinando Casini | Azzurra Caltagirone Vicepres. del Gruppo Caltagirone - in passato sposata con Pier Ferdinando Casini | Azzurra Caltagirone Vicepres. del Gruppo Caltagirone - in passato sposata con Pier Ferdinando Casini |  |  |  |  |  |  |  |  |  |  |  |  |  |  |  |  |  |  |  |  |  |  |  |  |  |  |  |  |  |  |  |  |  |  |  |  |  |  |

Ai membri riportati sopra, si aggiungono i nati dopo il 2010.

## Principali società controllate
- Caltagirone S.p.A.
- Cementir S.p.A.
- Caltagirone Editore S.p.A.
- Vianini Lavori S.p.A.
- Vianini S.p.A.

## Altre importanti partecipazioni
- Assicurazioni Generali S.p.A.
- Mediobanca S.p.A.
- Acea S.p.A.
- Banca Monte dei Paschi di Siena S.p.A.